# Lamine N’Diaye
Lamine N’Diaye (Thiès, 1956. október 18. –) válogatott szenegáli labdarúgó, csatár, edző.

## Pályafutása

### Klubcsapatokban
1976 és 1980 között az US Rail labdarúgója volt. 1980-tól Franciaországban játszott. 1980 és 1983 között az SC Orange, 1983 és 1985 között az AS Cannes, 1985 és 1993 között az FC Mulhouse játékosa volt.

### A válogatottban
1982 és 1992 között szerepelt a szenegáli válogatottban.

### Edzőként
1998-ban a Mulhosue csapatánál kezdte edzői pályafutását. 2003 és 2006 között a kameruni Coton Sport vezetőedzőjeként dolgozott. 2008-ban a szenegáli válogatott szövetségi kapitánya volt. 2010 és 2013 között a kongói DK-beli TP Mazembe, 2014 és 2017 között a kongói AC Léopards, 2018–19-ben a szudáni El-Hilál, 2019 és 2022 között a guineai Horoya AC szakmai munkáját irányította. 2023 óta ismét a TP Mazembe vezetőedzője.